# NGC 2742A
NGC 2742A is een balkspiraalstelsel in het sterrenbeeld Grote Beer. Het hemelobject ligt in de buurt van NGC 2742.

## Synoniemen
- UGC 4803
- MCG 10-13-60
- ZWG 288.22
- ZWG 311.30
- IRAS09059+6227
- PGC 25836